# Сола (Вануату)
Сола (англ. Sola, фр. Sola) — город в Республике Вануату, центр провинции Торба. Расположен на острове Вануа-Лава, на высоте 140 метров над уровнем моря. Население на 2010 год — 1065 человек. В Сола существует аэропорт.
Среднегодовая температура воздуха — 26,9°С. Годовая сумма осадков — 3372 мм, больше всего их выпадает с января по март. Среднегодовая скорость ветра — 6,2 м/с.
| Показатель              | Янв.  | Фев. | Март  | Апр.  | Май  | Июнь  | Июль  | Авг.  | Сен.  | Окт.  | Нояб. | Дек.  | Год  |
| ----------------------- | ----- | ---- | ----- | ----- | ---- | ----- | ----- | ----- | ----- | ----- | ----- | ----- | ---- |
| Средняя температура, °C | 27,48 | 27,7 | 27,53 | 27,39 | 27,2 | 26,77 | 26,32 | 26,13 | 26,15 | 26,35 | 26,76 | 27,36 | 26,9 |
| Норма осадков, мм       | 367   | 332  | 399   | 279   | 260  | 209   | 241   | 226   | 259   | 241   | 289   | 270   | 3372 |
| Источник: Gaisma        |       |      |       |       |      |       |       |       |       |       |       |       |      |